# Laurent Kérusoré
Laurent Kérusoré, né le 25 juillet 1974 à Nantes, est un acteur et chanteur français. 
Il est surtout connu pour son rôle de Thomas Marci dans la série télévisée Plus belle la vie depuis mars 2005.

## Biographie
Adopté à l'âge de 9 mois (le 1er avril 1975), il vit entre la région nazairienne (Savenay et Prinquiau), Vannes et Nantes. Son bac en poche, il monte à Paris pour apprendre la comédie à l'école de théâtre Les Enfants terribles. Il fait ses débuts sur les planches peu après.
Après ses débuts au théâtre, il apparaît dans des séries télévisées à l'instar du Miracle de l'amour, Les Perles du Pacifique puis H de Jamel Debbouze, Éric Judor et Ramzy Bedia. Il fait également un bref passage au cinéma dans Recto-verso (1999). La célébrité arrive avec la série Plus belle la vie en 2005. Il y interprète l'un des personnages phare du Mistral, Thomas Marci. En 2009, il prête aussi sa voix pour le doublage d’une production Disney Les Copains dans l'espace.
Il retrouve la scène en 2010, avec Nicolas Herman (alors son partenaire à l’écran) dans la pièce Le Déla et sortira la même année sa biographie À pleine vie. En 2011, il crée le groupe LK avec le musicien Didier Melaye. Ensemble, ils sortent un CD auto-produit de 3 titres : Corto, Églantine et L'ennui. Depuis 2012, il parcourt les villes avec Anouk Franchini dans la pièce La vierge habitait sur le trottoir d'en face.
En 2013, il milite activement pour la loi Taubira (mariage et adoption pour les couples homosexuels), militantisme qui recroise l'actualité de Plus belle la vie où son personnage se marie avec un homme,.
En 2013, Michel Habert lui offre l'occasion de faire ses premiers pas sur la mythique scène de l'Olympia en première partie de Thomas Boissy pour cinq soirées. Il y interprétera plusieurs titres (piano/voix). En janvier 2015, il sera de nouveau dans la salle parisienne pour deux soirs en première partie de Thomas Boissy et Charles Dumont.
En parallèle, il s'engage dans plusieurs associations : France Alzheimer, Le blé de l'espérance, Le refuge…
Début 2017, il annonce vouloir quitter Marseille, où il a été agressé 17 fois, expliquant en avoir assez de l'insécurité qui règne dans cette ville. Il s'installe alors à Riez.
Le 8 mars 2023, il publie son premier single Barbara.

## Théâtre
- Starmania de Luc Plamondon et Michel Berger, mise en scène de Daniel Lesage
- De doux dingues de Michel André, mise en scène de Michel Roulier
- La Bonne Adresse de Marc Camoletti, mise en scène de Michel Roulier
- Les Immigrés de J. Kramer, mise en scène de A. Obadia
- Cabaret de J. Kander et F. Ebb, mise en scène de Jean-Bernard Feitussi
- 1996 : Les Courtes de Jean-Claude Grumberg, mise en scène de Jean-Bernard Feitussi
- Dans les ténèbres de Pedro Almodóvar, mise en scène de Jean-Pierre Malignon
- Tchekhov aux éclats, mise en scène de Julien Sibre
- 1998 : Sur tout ce qui bouge de Christian Rullier, mise en scène de Thomas Le Douarec
- Le Legs de Marivaux, mise en scène de Julien Sibre
- 2009 : Le Délai de Éric Delcourt

## Filmographie

### Télévision
- 1995 : Le Miracle de l'amour (épisode 135 Le choix de Sébastien) : Gérard
- 1995 : Les Années fac (épisode 133 L'un après l'autre) : Jacques-Yves
- 1998 : H : Barman de la cantine (saison 1)
- 1999 : Les perles du Pacifique : Ben
- 2005 - 2022 : Plus belle la vie : Thomas Marci
- 2024 : Plus belle la vie, encore plus belle : Thomas Marci
- 2024 : La Stagiaire, épisode Cabaret (saison 9 épisode 2) : Guillaume Martenoux

### Cinéma
- 1998 : Serial Lover de James Huth : Invité d'Alice
- 1999 : Recto-verso de Jean-Marc Longval : Cyril

### Doublage
- 2009 : Les Copains dans l'espace : Spoutnik (Jason Earles)

## Discographie
- 2023 : Barbara (single)

## Publication
- 2010 : À pleine vie